# THIS
THIS Tiefbau.Hochbau.Ingenieurbau.Strassenbau, vormals baumarkt + bauwirtschaft, ist ein Fachmagazin für Führungskräfte im Tiefbau, Hochbau, Ingenieurbau, Straßenbau, GaLaBau, in Ingenieurbüros, Kommunen, Versorgungsunternehmen, Abwasserzweckverbänden sowie Entscheider beim Baustoff- und Baumaschinen-Handel. THIS Tiefbau.Hochbau.Ingenieurbau.Strassenbau erscheint im Bauverlag BV.

## Inhalt
Neben aktuellen Produktmeldungen, Projekt- und Anwendungsberichten sowie Interviews aus den Bereichen Tiefbau, Hochbau, Straßenbau, Ingenieurbau, Gala-Bau, Baumaschinen oder Nutzfahrzeuge stehen die Themenfelder Digitalisierung, Baumanagement, Baurecht und Nachhaltiges Bauen im Fokus der Berichterstattung. Zusätzlich berichtet THIS über Innovationen, Unternehmen, Messen, Fachveranstaltungen, Sachbücher und Personalien, und richtet verschiedene Fachveranstaltungen aus. Schwerpunkt in jeder Ausgabe ist ein recherchiertes Titelthema, das bautechnische und wirtschaftliche Funktionszusammenhänge aus dem aktuellen Baugeschehen vermittelt. Im aktuellen Teil berichtet THIS crossmedial über Neuheiten aus der Baubranche, Personen, Märkte, und die Themen Weiterbildung, Veranstaltungen, Literaturhinweise und aktuelle Bauvorhaben.